# Witów (gmina Burzenin)
Witów – wieś w Polsce, położona w województwie łódzkim, w powiecie sieradzkim, w gminie Burzenin, zamieszkiwana przez 649 osób w 267 gospodarstwach. W skład sołectwa wchodzą: Kopanina, Sambórz i Kolonia Sambórz. Jest tu młyn, tartak, warsztat samochodowy i zakład weterynaryjny.
Prywatna wieś szlachecka położona była w drugiej połowie XVI wieku w powiecie sieradzkim województwa sieradzkiego. W latach 1975–1998 miejscowość należała administracyjnie do województwa sieradzkiego, od strony południowej łączy się z Burzeninem. 
Przez miejscowość przebiega droga wojewódzka nr 480.

## Historia
W źródłach pisanych wzmiankowana w 1406 r., kiedy odnotowano Jacoba de Withowo. W 1827 r. stały tu 22 domy, w których mieszkało 143 mieszkańców. W 1889 r. majątek ten miał obszar 932 mórg, w tym 487 ziemi ornej, 266 lasu, 66 pastwisk i 12 mórg łąk. 

### Archeologia
Wieś posiada bardzo ciekawe zabytki archeologiczne. Na niewielkiej wyniosłości opadającej od strony wschodniej ku Warcie była w VI-VIII w. osada wiejska. Badania tej osady przeprowadziła doc. dr J. Kamińska z Łodzi w latach 1964–1966. Nad starą odnogą Warty, w odległości ok. 300 m na północny wschód, od dworu istnieje kopiec (ok. 50 m na 30 m, o wysokości 4 m) o owalnym kształcie z płytkim wgłębieniem wewnątrz. Prawdopodobnie była to pierwotnie piaszczysta wyspa, otoczona rozlewiskami Warty. Chronologia zabytku nie wykracza poza wiek XIV. Na kopcu stała zapewne wieża obronna z niewielką załogą wojskową, strażująca u przeprawy przez Wartę na skrzyżowaniu szlaków handlowych śródlądowych i rzecznych. Gródek ten po pożarze nie został odbudowany a Burzeńscy wznieśli nowy na południowym skraju Burzenina, gdzie w latach 1980–1981 odkryto relikty budowli z XVI w. 

### Dwór
We wsi ocalał dwór, otoczony parkiem, wzniesiony około połowy XIX w. przez Józefa Kobierzyckiego lub Antoniego Kobierzyckiego (1826–1874, spoczywającego na cmentarzu w Burzeninie), zapewne przy wykorzystaniu stojącej na tym miejscu starszej budowli. W latach 30. XX w. Witów znalazł się w rękach Biernackiego, a następnie trafił we władanie Tomasza Płockiego. Po wojnie, na skutek wywłaszczenia Tomasza Płockiego przez ówczesne władze komunistyczne, dwór stał się własnością Państwa, obecnie jest siedzibę Domu Opieki Społecznej.